# アズマハンター
アズマハンター（欧字名:Azuma Hunter）は、日本の競走馬、種牡馬。
1982年の皐月賞優勝馬。1992年阪神牝馬特別（GIII）を優勝したユーセイフェアリーの父である。

## デビューまで

### 誕生までの経緯

#### 東牧場
東牧場は、千葉県成田市に存在した競走馬生産牧場である。千葉県ゆえに敷地が狭く、大橋巨泉によれば「面積は日高の牧場なら繁殖牝馬4、5頭の小生産者のそれと同じくらい」にもかかわらず、繁殖牝馬18頭を繋養している過密な牧場だった。それでも1961年菊花賞優勝のアズマテンラン、1980年優駿牝馬（オークス）優勝のケイキロクというクラシック優勝馬を生産するなど活躍馬を輩出していた。

#### ハンティングボックス
1973年、東牧場はアメリカのサラトガ競馬場の厩舎を訪問して、牝馬のハンティングボックスを発掘していた。4000万円で購入して日本に連れ帰り、牧場で繁殖牝馬として繋養していた。ハンティングボックスは、1964年のベルモントステークスをレコードで優勝した牡馬クァドラングル、1962年イギリスの2000ギニーを優勝した牝馬アバーメイドを両親に持ち、アメリカで競走馬として18戦1勝だった。
牧場は、繁殖牝馬ハンティングボックスを、種牡馬ラディガにあてがうために購入していた。供用初年度こそパーソロンだったが、2年目はラディガ、3年目不受胎を挟み、4年目で再びラディガと交配していた。そして4年目までに3番仔までを得ていた。続く5年目となる1978年、牧場はダストコマンダーとの交配を選んでいた。

#### ダストコマンダー
ダストコマンダーは、1970年のケンタッキーダービーを5馬身差で優勝したアメリカの競走馬だった。引退後は、しばらくアメリカで種牡馬として繋養されていたが、1973年に1億8000万円で取引されて、日本に導入されていた。導入後、アメリカに残してきたダストコマンダー産駒が、大活躍を果たしていた。1975年プリークネスステークスを優勝したマスターダービー、1976年アーリントン・ワシントンフューチュリティを優勝したランダスティランなどが活躍し、1976年アメリカのリーディングサイアーランキング2位に登り詰めていた。アメリカで優秀な成績を収めていたことから、日本の生産者は、輸入種牡馬ダストコマンダーに大きな期待をかけていた。
しかし日本での産駒は、悉く期待を裏切った。気性の前向きさこそ優れていたが、勝利にはつながらなかった。小柄な馬しか生まれず、スピードに劣って出世できず、活躍はダートや重馬場に限られた。あまりの不振から、産駒活躍中のアメリカから買い戻しのオファーも届き、1979年7月、購入額の2.8倍にあたる5億円で買い戻されて、ダストコマンダーは母国に帰ることになった。
ただし東牧場は、ダストコマンダーが買い戻される直前まで、ダストコマンダー産駒の活躍馬生産を諦めていなかった。牧場長の出羽龍雄は「優秀な子〔ママ〕を出さないわけはない」と考えて、繁殖牝馬にダストコマンダーをあてがい続けていた。その中の1頭が、ハンティングボックスだった。ハンティングボックスは、大柄で素直な性格の繁殖牝馬だった。おまけに仔出しも良く、これまでの産駒は母親に似て大柄だった。買い戻される直前の1978年、ダストコマンダーとハンティングボックスという正反対の傾向にある2頭を交配していた。この交配は、ダストコマンダーの短所を打ち消す意図があった。

### デビューまで
1979年2月11日、千葉県成田市の東牧場にて、ハンティングボックスの4番仔である鹿毛の牡馬が誕生する。4番仔は、狙い通りダストコマンダーの傾向を打ち消して、大柄だった。生後の体高は105センチメートル、体重は、出羽によれば日本生産馬なら55キログラムが平均なところ、60キログラムあった。出羽によれば「ケンタッキー産馬並み」だった。骨量豊富で見栄えが良く、大きな期待がかけられていた。ちょうどダストコマンダーを買い戻しに訪れていたアメリカ・ゲインズウェイファームの獣医師も、この4番仔を検分すると絶賛していた。
しかし評判が悪いまま、この頃に買い戻されていったダストコマンダーの産駒に、牧場は取り扱いに困っていた。適正な価格が分からず、売却することができなかった。そこで牧場名義で自ら所有し、競走馬として走らせることにしていた。競走馬になるにあたり4番仔は、アズマ牧場の「アズマハンター」という馬名が与えられた。
牧場が所有する通常よりも砂の厚さがあるダートコースで特訓を重ねた。追い運動の最中には、近くの当て馬にガンを飛ばす精神の持ち主だった。3歳となった1981年の春、牧場は、さらなる闘争心を植え付けるために、当て馬との直接対決の場を用意した。当て馬のいる馬場に連れて行き、睨み合いの喧嘩をさせたが、アズマハンターは勝利していた。
アズマハンターは、1981年9月に、美浦トレーニングセンターの仲住芳雄厩舎に入厩した。トレーニングセンターでの調教は、入厩後1か月経過すると疲労が目に見えることがほとんどだった。しかし牧場のダートコースで鍛えたアズマハンターは、へこたれずに順調に仕上げられ、入厩後2か月目でのデビューを叶えていた。

## 競走馬時代

### クラシックまでの道程
3歳末の1981年11月、東京競馬場ダート1200メートルの新馬戦で1番人気に支持されてデビューを果たした。菅原泰夫に導かれて、第3コーナーから独走状態を築き、後方に4馬身差をつけて初出走初勝利を果たした。続いて400万円以下条件だったが、ソエのために十分な調教ができず、仕上がり途上で挑んださざんか賞、葉牡丹賞、年をまたいで4歳となった1982年1月の七草特別は、いずれも2着だった。それでも続く中山競馬場の白梅賞で逃げ切りを果たし、2勝目を挙げた。
続いて800万円以下条件、昇級初戦の東京ダート1400メートル・ヒヤシンス賞は、柴田政人に乗り替わって挑み6着だった。しかし2戦目、中山芝2000メートルのバイオレット賞で巻き返しを果たした。中島啓之に乗り替わって挑み、これまでとは一転して、後方待機策を選択していた。中島は行きたがるアズマハンターを抑えて、直線で解放した。繰り出された末脚は先行勢をすべて差し切り、さらに差をつけて独走も果たした。4馬身差をつけて3勝目を挙げていた。
3月28日、皐月賞のトライアル競走であるスプリングステークスで重賞初見参を果たした。この年のクラシック路線は「西高東低」関東馬の実績馬ホクトフラッグが離脱したこともあり、有力馬のほとんどを関西馬が占めていた。中山競馬場芝1800メートルで行われるトライアル競走にも、有力関西馬が多く襲来。重賞連勝中のサルノキング、高額取引の評判馬でデビュー2連勝中のハギノカムイオー、きさらぎ賞優勝のワカテンザンなどが参戦していた。この3頭は単枠指定扱いとなり、特にサルノキングとハギノカムイオーの2頭に人気が集中していた。その一方、アズマハンターなど迎え撃つ関東馬は蚊帳の外だった。
スタートからハギノカムイオーがスローペースで逃げ、サルノキングが離れた最後方で置かれる対照的な有力馬の配置だった。その2頭の中間、中団追走中のアズマハンターは、後方から来るサルノキングが相手だと考えていた。最後方のサルノキングは、大外を回りながら、第3コーナーで急激にスピードを上げ、まくって進出。それにつられるようにしてアズマハンターも進出していた。最終コーナーでは、外に振られながら追い込むサルノキングのさらに外側を通り、直線で追い込んだ。
スローで楽に逃げたハギノカムイオーは独走しており、接近することはできず逃げ切りを許した。それでもワカテンザン、サルノキングと3頭で並び立つ2着争いを、ゴール板前まで演じていた。ハギノカムイオーに2馬身半後れた2着争いは、ワカテンザンがアタマ差最先着。続くアズマハンターがアタマ差で3着を確保し、サルノキングを4着に沈めていた。アズマハンターは暴走するサルノキングから不利を被って敗れたが、上位3頭までに与えられる皐月賞の優先出走権を得ていた。
なおサルノキングは、直後に右前脚を骨折して戦線離脱し、引退となった。離れた最後方から急に進出して、対抗馬ハギノカムイオーに敗れる展開は、不可解なものとされた。この敗戦は、ファンやマスコミを刺激し、遂には騎乗した田原成貴の八百長が疑われるまでの騒動となった（詳細はサルノキング事件を参照。）

### 皐月賞
続いて4月18日、クラシック競走第一弾の皐月賞となるが、この直前に厩務員春闘が行われていた。労使の話し合いはこじれにこじれており、厩務員団体「京葉労組」はストライキを起こしていた。それでも皐月賞の前日は、「京葉労組」の担当馬を除外して、競馬の開催は強行されていた。アズマハンターの担当厩務員柴田は、決裂した「京葉労組」の一員だった。そのためアズマハンターは、大一番・皐月賞への出走が不能になる可能性があった。競馬場の輸送はされず、厩舎に留め置かれていた。しかし直前、「京葉労組」が譲歩して皐月賞出走馬に限っては出走を認める、ストライキの部分的解除を行い、アズマハンターの出走が実現していた。急遽の出走実現に、「異例」（原良馬）となる前日輸送で競馬場入りをしていた。
1頭が出走を取り消した20頭立てで行われる皐月賞は、スプリングステークス優勝のハギノカムイオーが中心視されていた。次いで2戦2勝で東上したロングヒエンが推されており、上位人気は共に関西馬だった。迎え撃つ関東馬の筆頭は、3番人気に推されたアズマハンターだった。逃げを信条とするハギノカムイオーには、大きな関心が集まっていた。
スタートからアズマハンターは、これまで通り後方、中団待機策を採用した。注目のハギノカムイオーは先行しハナを目指したが、大外から飛ばしてきた関東馬のゲイルスポートとダンサーズルーラに敵わず、4番手に抑え込まれた。無理に先頭を奪った2頭は、前半の1000メートルを59.6秒で通過するハイペースを刻んでいた。ハイペースに乗じてアズマハンターは、向こう正面から進出して、中団まで押し上げていた。
逃げた2頭は早々に力尽き、ハギノカムイオーが代わって先頭となったが、先頭はすぐにエリモローラやワカテンザンに奪われた。ハギノカムイオーは以後失速して後退していった。一方のアズマハンターは、4、5番手まで押し上げてから直線に向いて、追い込んだ。前方では、馬場の最も内側を突いたアサカシルバーと、大外から進出したワカテンザンが並び、離れて先頭を争っていた。しかしアズマハンターはその2頭の間から進出、末脚を発揮してかわし先頭を奪取。ワカテンザンに1馬身4分の3差をつけて決勝線に到達していた。
皐月賞を戴冠。1952年クリノハナ以来30年ぶりとなる千葉県産皐月賞優勝を果たしていた。また中島は、二冠目の東京優駿（日本ダービー）を1974年コーネルランサーで、三冠目の菊花賞を1975年コクサイプリンスで優勝しており、史上10人目となるクラシック三冠騎手となった。仲住は、牝馬クラシック二冠を1975年テスコガビーで優勝し、菊花賞を1981年ミナガワマンナで優勝しており、クラシック四冠調教師となっていた。

### NHK杯
続いてクラシック第二弾である5月末の東京優駿（日本ダービー）を目標に、そのトライアル競走であるNHK杯に参戦していた。皐月賞優勝に導いた中島だったが、中島には所属する奥平真治厩舎のクラシック候補トウショウペガサスに騎乗する約束があった。東京優駿に向けて続投不可能であるため、新たに小島太を鞍上に迎えて二冠に挑むこととなった。
コンビ初戦、5月9日のNHK杯は、皐月賞で下した2着ワカテンザン、3着アサカシルバー、4着タケデンフドー、5着エリモローラが揃い踏みしており、チトセオーが皐月賞を優勝した1965年以来17年ぶりとなる皐月賞上位5頭が再戦するNHK杯となっていた。5頭のほかにも、皐月賞下位のロングヒエンやアスワン、ハギノカムイオー、ゲイルスポートなどとの再戦が実現。さらに中島のトウショウペガサス、岩元市三のバンブーアトラスなども揃う16頭立てだった。アズマハンターは、ハギノカムイオーなどを上回る1番人気に推されていた。
小島は、これまでと打って変わって先行策でアズマハンターを導いていた。皐月賞と同様にハギノカムイオーとゲイルスポートが先導する展開で、ゲイルスポートは前半の1000メートルを58.3秒で通過するハイペースを演出していた。先導する2頭はやがて失速して後退し、直線では代わって3番手追走のロングヒエン、真ん中からアサカシルバー、外からアズマハンターが迫り、並んで先頭を争っていた。しかし残り200メートル地点で、後方追走から内を突いて進出した7番人気アスワンが鋭く伸び、争う3頭はたちまちかわされ、先頭を奪われていた。
抜け出したアスワンに対して、アズマハンターとアサカシルバーは抵抗し、決勝線通過は横一線となった。しかしアスワンにクビ差及ばず、逆転できなかった。それでもアサカシルバーには先着を果たし、アタマ差残した2着となった。皐月賞前まで優位に思われていた関西馬は下位に沈み、上位は関東馬が独占していた。
なおアスワンは、この競走中に左前脚をきたしていた。全治半年の左前脚の第三指節種子骨骨折が判明し、続く東京優駿は断念。結局復帰できず、NHK杯が最後の出走となった。さらにまたもゲイルスポートのハイペースに巻き込まれて12着に敗れたハギノカムイオーは、続く東京優駿回避を余儀なくされていた。

### 東京優駿
5月30日の東京優駿（日本ダービー）は、28頭立てだった。ホクトフラッグやハギノカムイオー、サルノキングにアスワンまでが去ったクラシック戦線の大本命は、皐月賞優勝のアズマハンターだった。唯一の単枠指定に任命されて単勝人気は1番人気、支持率にして36.2パーセントを占めていた。複勝式のオッズは元返し、1.0倍だった。
また複勝式の売り上げは、2億1096万2100円を記録していた。1973年東京優駿のシンザンに始まり、コクサイプリンスやテンポイント、トウショウボーイ、サクラショウリ、プレストウコウ、モンテプリンスなどに続いて日本競馬史上13頭目となる1億円越えを果たしていた。さらに1976年東京優駿、トウショウボーイの1億9811万7400円を上回り、日本競馬史上初めてとなる複勝式売上2億円越え、複勝式歴代最高売上更新を果たしていた。
そして、小島は前年のサンエイソロンに続いて、2年連続ダービー1番人気を背負うことになった。小島は前年、サンエイソロンを後方で追走させて、直線で逃げる皐月賞優勝馬カツトップエースを追い詰める戦法を採用していた。しかし及ばず2着に敗れ、カツトップエースに二冠を許す苦い経験があった。サンエイソロンは、脚部不安や腹痛の持ち主で参戦にあたっては、不安要素も多かった。それに比べれば、アズマハンターの状態は万全だった。小島は自信を持って当日を迎えていた。
3枠8番が与えられたアズマハンターはゲートに収まり、スタートを待っていた。そのとき3頭隣にいた2枠5番のロングヒエンがゲートに突進して、前扉を開いてフライング。ロングヒエンは外枠発走のペナルティとなったうえに、他27頭は、ゲートで長時間待たされる形となり、1分遅れでの発走となっていた。待たされたアズマハンターは、28頭立てで唯一の出遅れを喫していた。出遅れたことでおまけに、隣枠のスナークアローに斜行を許し、前方の進路を塞がれる不利を被った。
俗に「ダービーポジション」と呼ばれ、先行策が有利とされていたが、アズマハンターは後方に押し込められ、最初の第1コーナーを27番手で通過していた。外枠発走を課されたロングヒエンが飛ばして逃げる展開で、前半の1000メートルを59.6秒で通過するハイペースとなっていた。後方を追走したままのアズマハンターだったが、第3コーナーから馬群に突っ込んで進出し、挽回を図った。
飛ばしたロングヒエンは、最終コーナーで力尽き、直線では代わってバンブーアトラスとワカテンザンの関西馬2頭が抜け出し、競り合って先頭を争っていた。一方のアズマハンターは、外々を回って追い込んだ。しかし直線中ほどで、進路を塞がれる不利を受けたりして、その2頭には届かなかった。ゴール寸前でミョウジンホマレを差し込み、辛うじて3着まで浮上を果たしたが、その2頭に3馬身後れを取り、敗北した。
バンブーアトラスとワカテンザン、アズマハンター、ミョウジンホマレまでの4頭が、1979年カツラノハイセイコが樹立したダービーレコードを更新するタイムで走破していたが、ダービーの栄冠はバンブーアトラスに渡り、アズマハンターは、二冠を逃していた。また1980年菊花賞、二分久男厩舎のノースガスト以後続いた、関東馬によるクラシック連勝が8で止まり、関西馬の久々のクラシック優勝を許していた。
出遅れが響いた敗戦に、小島の後悔は激しく、直後の報道陣へのコメントも謝罪の一点張りだった。さらに小島は、出張馬房に戻ったアズマハンターと対面していた。洗い場で処置されていたアズマハンターの正面でしゃがみ、ひたすら沈黙、しばらく動くことができていなかった。

### 菊花賞
東京優駿の後は、厩舎に留まったまま、夏を越した。秋は、クラシック最終戦の菊花賞を目指し、まず10月3日のセントライト記念で始動した。皐月賞優勝に導いた中島が舞い戻り、12頭立てとなる中唯一の単枠指定の1番人気で参戦していた。
逃げる中央移籍初戦・無敗の羽田盃優勝馬ホスピタリテイの背後を追走し、直線で接近を試みた。しかしもう一伸びしたホスピタリテイに突き抜けられて敵わなかった。独走を許して置いて行かれ、3馬身差の2着に甘んじた。東京競馬場で行われた1951年の優勝馬ミツハタ、2着イッセイと並び、中山競馬場開催のセントライト記念としては最大となる決勝着差3馬身で敗れていた。
10月24日、菊花賞が行われる関西に遠征し、トライアル競走である京都新聞杯に参戦した。中島には菊花賞を目指すトウショウペガサスがおり再降板。菊花賞に向けて新たに武邦彦を迎え、1番人気で参戦していた。秋に復帰して神戸新聞杯を優勝から参戦するハギノカムイオーとの再戦となっていた。
スタートからロングヒエンが逃げ、ハギノカムイオーが2番手を追走する一方、アズマハンターは中団で追走した。道中、武がアズマハンターを上手く制御できず、直線では抜け出せなかった。ハギノカムイオーに押し切り優勝を許す8着だった。続いて11月14日、目標のクラシック最終戦である菊花賞は、4番人気だった。好位を追走したが抜け出せず後退、ホリスキーに優勝を許した13着だった。
クラシック終結後は、美浦に戻り、暮れの有馬記念で古馬に挑む予定だった。しかし12月22日早朝に故障して参戦は叶わなかった。左前脚の第3指骨骨折、治りにくい箇所の負傷だった。負傷後10日は、地面に脚をつけられない状態になり、蹄葉炎誘発の危険もあり、命を失う可能性さえあったが持ちこたえた。されど競走馬引退に追い込まれた。

## 種牡馬時代
競走馬引退後、1983年3月30日に生まれ故郷の東牧場に凱旋した。牧場で1年以上を休養に充て、翌1984年春から北海道静内町のアロースタッドに移動し、種牡馬として供用された。1991年からは青森県の八戸畜産農業協同組合に移動して供用されたが、1992年1月1日付で用途変更となった。その後、日本中央競馬会の馬事公苑に移動して去勢。馬場馬術の競技馬に転用された。
早々に去勢されたように種牡馬としての人気に乏しく、活躍産駒は続出しなかった。それでも3年目産駒のユーセイフェアリー（母父:ラディガ）が1992年の阪神牝馬特別（GIII）を優勝。アズマハンターは、JRA重賞優勝産駒を産み出していた。

## 競走成績
以下の内容は、netkeibaの情報に基づく。太字強調は、八大競走を示す。
| 競走日     | 競馬場 | 競走名           | 格  | 距離 （馬場） | 頭 数 | 枠 番 | 馬 番 | オッズ （人気） | 着順 | タイム | 騎手     | 斤量 [kg] | 1着馬 （2着馬）        |
| ---------- | ------ | ---------------- | --- | ------------- | ----- | ----- | ----- | --------------- | ---- | ------ | -------- | --------- | ---------------------- |
| 1981.11.01 | 東京   | 3歳新馬          |     | ダ1200m（良） | 9     | 7     | 7     | 03.0（1人）     | 01着 | 1:13.4 | 菅原泰夫 | 53        | （ゴールドパシフイク） |
| 0000.11.22 | 東京   | さざんか賞       | 4下 | ダ1400m（良） | 12    | 5     | 6     | 08.5（2人）     | 02着 | 1:27.2 | 菅原泰夫 | 53        | サクラサワヤカ         |
| 0000.12.13 | 中山   | 葉牡丹賞         | 4下 | 芝1600m（良） | 12    | 6     | 7     | 04.3（1人）     | 02着 | 1:35.8 | 菅原泰夫 | 54        | コンゴウサバンナ       |
| 1982.01.06 | 中山   | 七草特別         | 4下 | ダ1800m（稍） | 12    | 7     | 10    | 01.7（1人）     | 02着 | 1:51.7 | 菅原泰夫 | 55        | シーデーグッド         |
| 0000.01.23 | 中山   | 白梅賞           | 4下 | ダ1800m（良） | 11    | 4     | 4     | 01.6（1人）     | 01着 | 1:52.6 | 菅原泰夫 | 55        | （アズユーライク）     |
| 0000.02.06 | 東京   | ヒヤシンス賞     | 8下 | ダ1400m（良） | 9     | 8     | 9     | 04.3（2人）     | 06着 | 1:26.6 | 柴田政人 | 55        | アカネジローマル       |
| 0000.02.28 | 中山   | バイオレット賞   | 8下 | 芝2000m（良） | 12    | 1     | 1     | 08.6（4人）     | 01着 | 2:02.5 | 中島啓之 | 55        | （アズユーライク）     |
| 0000.03.28 | 中山   | スプリングS      |     | 芝1800m（良） | 11    | 1     | 1     | 10.9（3人）     | 03着 | 1:51.9 | 中島啓之 | 56        | ハギノカムイオー       |
| 0000.04.18 | 中山   | 皐月賞           |     | 芝2000m（良） | 21    | 1     | 2     | 08.4（3人）     | 01着 | 2:02.5 | 中島啓之 | 57        | （ワカテンザン）       |
| 0000.05.09 | 東京   | NHK杯            |     | 芝2000m（良） | 16    | 2     | 4     | 03.9（1人）     | 02着 | 2:01.6 | 小島太   | 56        | アスワン               |
| 0000.05.30 | 東京   | 東京優駿         |     | 芝2400m（良） | 28    | 3     | 8     | 02.8（1人）     | 03着 | 2:27.1 | 小島太   | 57        | バンブーアトラス       |
| 0000.10.03 | 中山   | セントライト記念 |     | 芝2200m（稍） | 12    | 3     | 3     | 02.0（1人）     | 02着 | 2:18.6 | 中島啓之 | 56        | ホスピタリテイ         |
| 0000.10.24 | 京都   | 京都新聞杯       |     | 芝2000m（良） | 14    | 6     | 10    | 03.5（1人）     | 08着 | 2:03.5 | 武邦彦   | 57        | ハギノカムイオー       |
| 0000.11.14 | 京都   | 菊花賞           |     | 芝3000m（良） | 21    | 7     | 17    | 09.3（4人）     | 13着 | 3:08.0 | 武邦彦   | 57        | ホリスキー             |

## 種牡馬成績

### 年度別成績
以下の内容は、JBISサーチの情報に基づく。
| 年度 | 種付け頭数 | 生産頭数 | 血統登録頭数 | 出走頭数 | 勝ち馬頭数 | AEI  |
| ---- | ---------- | -------- | ------------ | -------- | ---------- | ---- |
| 1984 | 38         | 24       | 23           | 18       | 11         | 0.41 |
| 1985 | 52         | 32       | 30           | 25       | 15         | 0.38 |
| 1986 | 37         | 30       | 29           | 25       | 16         | 0.99 |
| 1987 | 40         | 24       | 23           | 20       | 12         | 0.54 |
| 1988 | 17         | 11       | 12           | 9        | 4          | 0.67 |
| 1989 |            |          |              |          |            |      |
| 1990 | 7          | 6        | 6            | 3        | 2          | 0.07 |
| 1991 | 1          | 1        | 1            | 0        | －         | －   |

### 重賞優勝産駒

#### 産駒一覧
- 1987年産
  - ユーセイフェアリー（1992年阪神牝馬特別）- 母父:ラディガ[40]
- 1989年産
  - アソパンサー（1991年プリンセス特別）- 母父:フレアリングダンサー[41]

#### ブルードメアサイアーとしての産駒
- 1990年産
  - ショウブパワー（1993年しらさぎ賞、ゴールドカップ）- 父:ブラックスキー[42]

## 血統
| アズマハンターの血統                           | アズマハンターの血統           | アズマハンターの血統 | （血統表の出典）   | （血統表の出典） |
| 父系                                           | ボールドルーラー系             | ボールドルーラー系   | ボールドルーラー系 | [ § 2 ]          |
| 父 *ダストコマンダー Dust Commander 1967 栗毛  | 父の父Bold Commander 1960 鹿毛 | Bold Ruler           | Nasrullah          | Nasrullah        |
| 父 *ダストコマンダー Dust Commander 1967 栗毛  | 父の父Bold Commander 1960 鹿毛 | Bold Ruler           | Miss Disco         |                  |
| 父 *ダストコマンダー Dust Commander 1967 栗毛  | 父の父Bold Commander 1960 鹿毛 | High Voltage         | Ambiorix           | Ambiorix         |
| 父 *ダストコマンダー Dust Commander 1967 栗毛  | 父の父Bold Commander 1960 鹿毛 | High Voltage         | Dynamo             |                  |
| 父 *ダストコマンダー Dust Commander 1967 栗毛  | 父の母Dust Storm 1956 栗毛     | Windy City           | Wyndham            | Wyndham          |
| 父 *ダストコマンダー Dust Commander 1967 栗毛  | 父の母Dust Storm 1956 栗毛     | Windy City           | Staunton           |                  |
| 父 *ダストコマンダー Dust Commander 1967 栗毛  | 父の母Dust Storm 1956 栗毛     | Challure             | Challedon          | Challedon        |
| 父 *ダストコマンダー Dust Commander 1967 栗毛  | 父の母Dust Storm 1956 栗毛     | Challure             | Captivation        |                  |
| 母 *ハンティングボックス Hunting Box 1970 鹿毛 | 母の父Quadrangle 1961 鹿毛     | Cohoes               | Mahmoud            | Mahmoud          |
| 母 *ハンティングボックス Hunting Box 1970 鹿毛 | 母の父Quadrangle 1961 鹿毛     | Cohoes               | Belle of Troy      |                  |
| 母 *ハンティングボックス Hunting Box 1970 鹿毛 | 母の父Quadrangle 1961 鹿毛     | Tap Day              | Bull Lea           | Bull Lea         |
| 母 *ハンティングボックス Hunting Box 1970 鹿毛 | 母の父Quadrangle 1961 鹿毛     | Tap Day              | Scurry             |                  |
| 母 *ハンティングボックス Hunting Box 1970 鹿毛 | 母の母Abermaid 1946 芦毛       | Abernant             | Owen Tudor         | Owen Tudor       |
| 母 *ハンティングボックス Hunting Box 1970 鹿毛 | 母の母Abermaid 1946 芦毛       | Abernant             | Rustom Mahal       |                  |
| 母 *ハンティングボックス Hunting Box 1970 鹿毛 | 母の母Abermaid 1946 芦毛       | Dairymaid            | Denturius          | Denturius        |
| 母 *ハンティングボックス Hunting Box 1970 鹿毛 | 母の母Abermaid 1946 芦毛       | Dairymaid            | Laitron            |                  |
| 母系(F-No.)                                    | (FN:12-g)                      | (FN:12-g)            | (FN:12-g)          | [ § 3 ]          |
| 5代内の近親交配                                | Blenheim 5x5                   | Blenheim 5x5         | Blenheim 5x5       | [ § 4 ]          |
| 出典                                           | 1. 2. 3. 4.                    | 1. 2. 3. 4.          | 1. 2. 3. 4.        | 1. 2. 3. 4.      |